# National Highway 74
National Highway 74 (NH 74) ist eine Hauptfernstraße im Norden des Staates Indien mit einer Länge von 333 Kilometern. Sie beginnt im Bundesstaat Uttar Pradesh in Bareilly am NH 24 und führt zunächst nach Kashipur im benachbarten Bundesstaat Uttarakhand. Anschließend verläuft sie wieder durch den Nordwesten des Bundesstaates Uttar Pradesh durch Nagina und Najibabad, bevor sie wieder nach Uttarakhand führt, wo sie in Haridwar am Ganges am NH 58 endet.